# Petrůvky
Petrůvky (in tedesco Petruwek) è un comune della Repubblica Ceca facente parte del distretto di Třebíč, nella regione di Vysočina.